# Rhopalonematidae
Die Rhopalonematidae sind Nesseltiere aus der Klasse der Hydrozoen. Sie sind die artenreichste Familie aus der Unterordnung der Trachymedusae.

## Merkmale
Das Manubrium der Rhopalonematidae ist schmal und kann gestielt oder ungestielt sein, der Mund hat deutliche Lippen. Meist weisen sie acht, selten aber auch mehr der schmalen Radiärkanäle auf, Zentripetalkanäle fehlen. Die Gonaden liegen entweder an diesen an und sind dann kugelförmig oder linealisch oder hängen in Taschen herab in die Höhlung unterhalb des Schirms. Die zahlreichen Randtentakel sind gleichmäßig um den Schirmrand verteilt oder in Gruppen angeordnet. Die meist keulenförmigen Sinnesorgane (Statocysten) stehen am Rand und sind frei.

## Geographisches Vorkommen und Lebensweise
Die Vertreter der Familie sind weltweit verbreitet.

## Systematik
Die Familie wurde 1953 von Frederick Stratten Russell aufgestellt, die Typusgattung ist Rhopalonema Gegenbaur, 1854. Die hier angegebene Systematik folgt den Angaben des World Hydrozoa Database. Die Familie enthält 16 Gattungen und 34 bis 36 Arten und ist damit die umfangreichste Familie der Ordnung der Trachymedusae.
- Aglaura Péron & Lesueur, 1810
- Amphogona Browne, 1904
- Arctapodema Dall, 1907
- Benthocodon Larson & Harbison, 1990
- Colobonema Vanhoeffen, 1902
- Crossota Vanhoeffen, 1902
- Pantachogon Maas, 1893
- Persa McCrady, 1859 (ungültig, präokkupiert durch Persa Bechstein, 1805 und Persa Adams, 1855[2])
- Ransonia Kramp, 1947
- Rhopalonema Gegenbaur, 1854
- Sminthea Gegenbaur, 1857
- Stauraglaura Haeckel, 1879
- Tetrorchis Bigelow, 1909
- Vampyrocrossota Thuesen, 1993
- Voragonema Naumov, 1971

## Nachweise
- Jean Bouillon, Cinzia Gravili, Francesc Pagès, Josep-Maria Gili und Fernando Boero: An introduction to Hydrozoa. Mémoires du Muséum national d' Histoire naturelle, 194: 1–591, Publications Scientifiques du Muséum, Paris 2006 ISBN 978-2-85653-580-6
- Marymegan Daly, Mercer R. Brugler, Paulyn Cartwright, Allen G. Collin, Michael N. Dawson, Daphne G. Fautin, Scott C. France, Catherine S. McFadden, Dennis M. Opresko, Estefania Rodriguez, Sandra L. Romano & Joel L. Stake: The phylum Cnidaria: A review of phylogenetic patterns and diversity 300 years after Linnaeus. Zootaxa, 1668: 127–182, Wellington 2007 ISSN 1175-5326 Abstract - PDF
- Paul Lassenius Kramp: Synopsis of the Medusae of the World. Journal of the Marine Biological Association of the United Kingdom, 40: 1–469, Plymouth 1961 PDF Online (S. 243)